# توسيع الأنسجة
توسيع الأنسجة تقنية يستخدمها جراحو التجميل والوجه والفكين والترميم لحث الجسم على إنماء المزيد من الجلد أو العظام أو الأنسجة الأخرى. يمكن إدراج الظواهر البيولوجية الأخرى مثل التهاب الأنسجة تحط مصطلح التوسيع.

## توسيع الجلد
توسيع الجلد هو إجراء جراحي شائع لتنمية الجلد الزائد عبر التوسيع الميكانيكي الخاضع للتحكم. يشكل جلدًا يتناسب مع لون وملمس وسمك الأنسجة المحيطة، مع أدنى حد من الندبات وخطر الرفض المناعي.
عندما يُشد الجلد ليتجاوز حدوده الفسيولوجية، تنشط مسارات التنبيغ الميكانيكي (نقل الإشارة). هذا يؤدي إلى نمو الخلايا وتكوين خلايا جديدة. في بعض الحالات، يمكن تحقيق ذلك عن طريق زرع بالونات قابلة للنفخ تحت الجلد. في الطريقة الأكثر شيوعًا، يُدخل الجراحون الموسع القابل للنفخ تحت الجلد، ويحقن بشكل دوري، على مدار أسابيع أو شهور، محلول ملحي لتمديد الجلد المتراكب ببطء. يكون نمو الأنسجة دائمًا، ولكنه يتراجع إلى حد ما عند إزالة الموسع. توجد أيضًا أجهزة توسيع الأنسجة المطبقة موضعيًا. لها فائدة كونها غير مكلفة ولا تتطلب إجراء جراحي لزرعها تحت الجلد.
يمكن لجراحة إعادة بناء الثدي، مثلًا، استخدام هذه التقنية عند استئصال الغدد الثديية عن طريق الجراحة (استئصال الثدي). في وقت لاحق، تُدخل زرعة ثديية دائمة مملوءة بمحلول ملحي أو هلام السيليكون تحت تجويف الجلد المتوسع.
في التطبيقات الأخرى، يُزرع الجلد الزائد طريق التوسيع في الظهر أو الأرداف، بحيث يمكن استخدامه لاحقًا للزرع في موقع آخر يحدث فيه فقدان الجلد بسبب الإصابات والجروح الواسعة والجراحة والحروق، إلخ.

### آليات توسيع الجلد
إن شد الجلد ليتجاوز حدوده الطبيعية يستدعي العديد من مسارات التنبيغ الميكانيكي التي تزيد من النشاط الانقسامي وتعزز اصطناع الكولاجين. نتيجةً لذلك، تزداد مساحة سطح الجلد. يمكن استخدام أساليب ميكانيكا الأوساط المتصلة لنمذجة نمو الجلد أثناء توسع الأنسجة ويمكن استخدام طرق العناصر المتتهية غير الخطية لمحاكاة سيناريوهات نمو الأنسجة المختلفة.

## بدائل لتوسيع الجلد
يندرج البحث المخصص لطعوم الجلد البديلة حاليًا ضمن نطاق هندسة الأنسجة. نجحت العديد من المواد المُهندسة المشتقة من الأنسجة والشبيهة بالأنسجة في دخولها إلى السوق بموافقة من إدارة الغذاء والدواء، رغم أن فوائدها المالية كانت متوسطة. تشمل حدود هذه الإستراتيجية فترات حضانة طويلة، بالإضافة إلى صعوبة محاكاة الخصائص الميكانيكية والبيولوجية الدقيقة للجلد الوظيفي. مع ذلك، تتراوح الفوائد من انخفاض معدلات الاعتلال في موقع المتبرع (نتيجة عدم الحاجة إلى استخدام الجلد المُوسَّع) إلى تأمين مصدر جاهز من المواد لطب الطوارئ في حالة الحروق أو الإصابات الشديدة. حاليًا، ما يزال هناك الكثير من الاهتمام السريري بتطوير طعوم جلدية مصممة هندسيًا غير مكلفة تمتلك ذات الخصائص الميكانيكية والبيولوجية للجلد الطبيعي.